# Floribella (album)
Floribella è un compact disc della telenovela brasiliana Floribella pubblicato nel 2005.

## Tracce
1. Floribella  - Juliana Silveira
2. Por que  - Juliana Silveira
3. Tic-Tac  - Juliana Silveira
4. Pobre dos ricos  - Juliana Silveira
5. E assim será - Juliana Silveira e Caio Ricci
6. Primeiro encontro - Juliana Silveira e Caio Ricci
7. Miau, Miau - Juliana Silveira
8. Meu vestido azul  - Juliana Silveira
9. Você vai me querer - Maria Carolina Ribeiro
10. Vem pra mim - Juliana Silveira e Gustavo Leão
11. Crianças não morrem  - Juliana Silveira
12. Garoto lindo - Juliana Silveira